# Discoverer 32
Discoverer 31 – amerykański satelita wywiadowczy. Stanowił część tajnego programu CORONA. Był to drugi statek w kolejnej serii satelitów programu CORONA, nazwanych KH-3. Jego zadaniem miało być wykonanie wywiadowczych zdjęć Ziemi, przetestowanie nowych systemów kontroli członu Agena B, oraz zebranie danych naukowych dotyczących elektronów, promieni rentgena i galaktycznego promieniowania radiowego. Kapsuła powrotna oddzieliła się od statku po wykonaniu 18 orbit. Pojemnik o masie 136 kg. zawierał m.in. ziarna kukurydzy, służące do badania wpływu promieniowania kosmicznego. Została przechwycona w locie przez samolot, nad Hawajami.

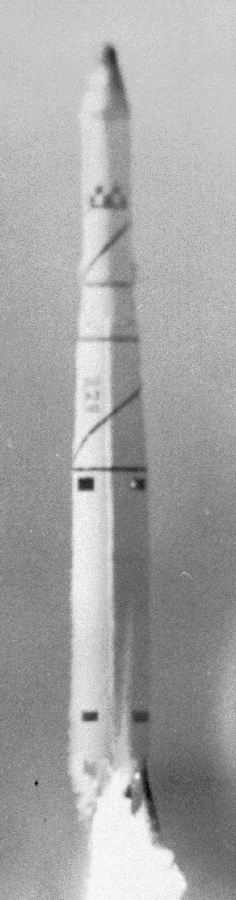
Start rakiety Thor Agena B z satelitą Discoverer 32

Pomyślnie wystrzelone misje Keyhole-3, czyli Discoverer 29, Discoverer 30, Discoverer 32, Discoverer 35 i Discoverer 36, zużyły razem 7521,2448 metrów taśmy filmowej, na których wykonały 9918 fotografii. 96% zdjęć wykonanych przez Discoverera 32 było pozbawionych ostrości.

## Ładunek
- Kamera panoramiczna C-Double Prime, o ogniskowej 61 cm i rozdzielczości (na powierzchni Ziemi) 7,6 m
- Detektor promieniowania kosmicznego
- Próbki wystawiane na działanie promieniowania kosmicznego

Dwie grupy klisz pokrytych emulsją czułą na promieniowanie jądrowe, ustawione pionowo i poziomo. Badały intensywność i kierunek promieniowania kosmicznego. Były czułe na neutrony, promienie X i kwanty gamma. Eksperyment zawierał także próbki metali (w tym ziem rzadkich), wystawione na działanie środowiska kosmicznego.
- Spektrometr elektronów
- Licznik promieniowania rentgenowskiego
- Odbiornik szumu radiowego
- Transponder systemu geodezyjnego SECOR (ang. SEquential COllation of Range).